# ビンボー・ダナオ
ビンボー・ダナオ（Bimbo Danao ,1915年 - 1967年7月23日）は、 フィリピンの俳優。

## 経歴
女優のイサ・デルガド（Isa Delgado）と結婚し、3人の娘をもうけた。日本の女優淡路恵子との間には、2人の息子（長男は島英津夫）をもうけた。 戦後LVNの指導的俳優であり、著名なフィリピンのクルーナー(en:crooner)だった。彼の名は日本にも広まり、人生の多くの時間を過ごした。
1960年の越路吹雪主演のテレビドラマ菊田一夫ミュージカルス「モルガンお雪」。1966年8月13日公開のミヤコ蝶々主演、映画版「スチャラカ社員」等に出演。

## 出演作
- 1937 - Nasaan ka,  Irog
- 1946 - Orasang Ginto  [Lvn]
- 1946 - Alaala Kita  [Lvn]
- 1946 - Orasang Ginto  [Lvn]
- 1947 - Ikaw ay Akin  [Lvn]
- 1948 - 4 na Dalangin  [Luis Nolasco]
- 1948 - Krus ng Digma  [X'Otic]
- 1948 - Siete Dolores  [Nolasco Bros.]
- 1948 - Mga Busabos ng Palad  [Nolasco]
- 1949 - Sagur  [X'Otic]
- 1949 - The 13th Sultan  [X'Otic]
- 1957 - Turista  [Lvn]
- 1962 - 若い季節 - ケン・加賀見（化粧品の研究家) (～として信用される ビンボ・ダナオ)